# 火炬园站

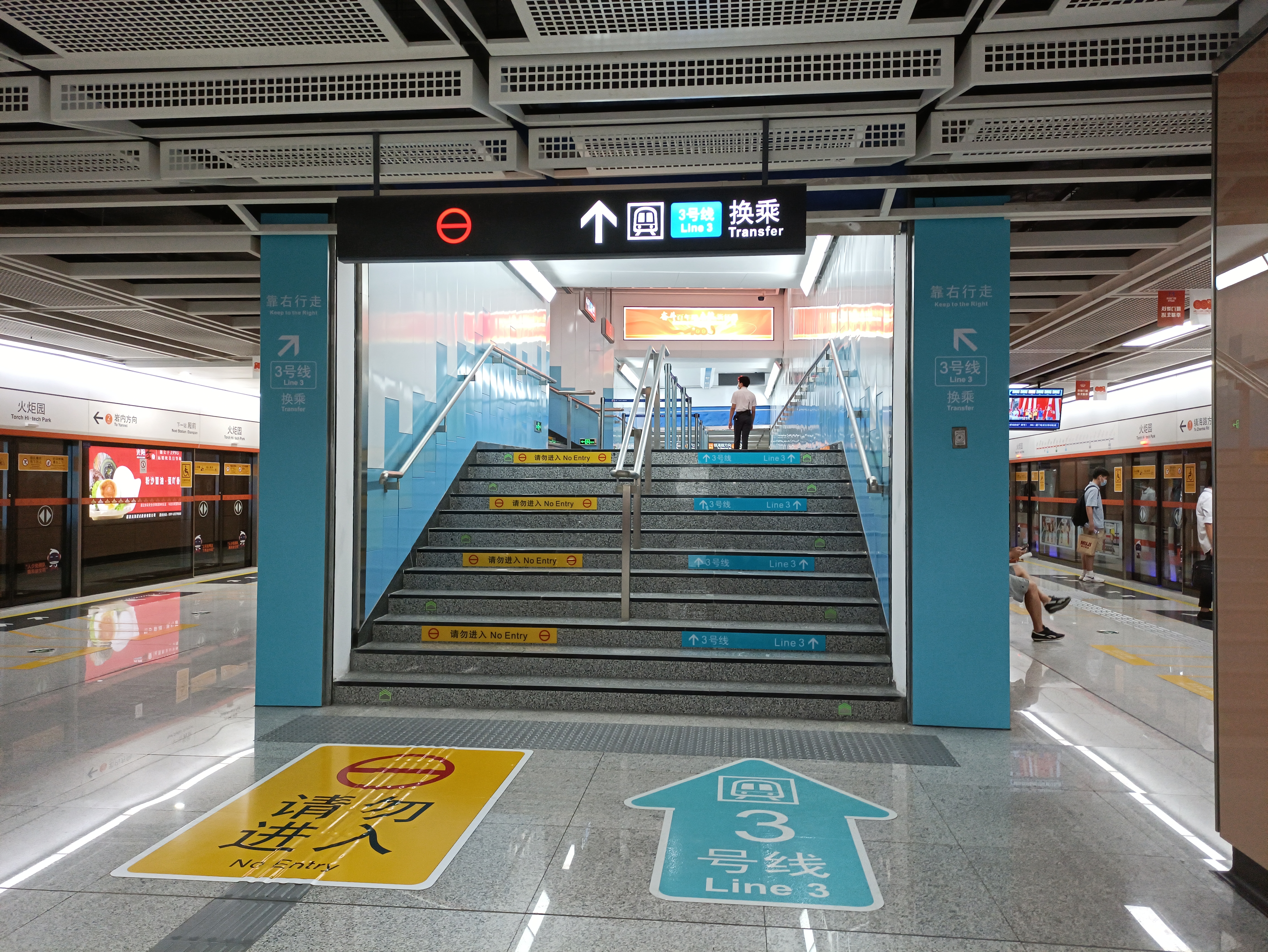
1號線站台前往3號線的換乘通道

火炬园站（廈門話：/he˥˥ ku˨˩ hŋ̍˧˥/）是厦门地铁1号线和3号线的地铁换乘站，位于中华人民共和国福建省厦门市湖里区嘉禾路与火炬路交叉口地下。1号线部分于2017年12月31日启用，3号线部分于2021年6月25日启用。

## 车站结构
火炬园站有三层。车站地下一层为站厅层；地下二层为3号线站台层，地下三层为1号线站台层，含2个岛式站台。
| 地面层   | 出入口                               |                                      |                                      |
| 地下一层 | 站厅                                 | 商店、票务服务、客服中心、进出站闸机 | 商店、票务服务、客服中心、进出站闸机 |
| 地下二层 |                                      | 3 往蔡厝方向 （小东山）              |                                      |
| 地下二层 | 岛式站台，列车运行方向左侧的车门开启 |                                      |                                      |
| 地下二层 | 3 往厦门火车站方向 （华荣路）        |                                      |                                      |
| 地下三层 |                                      | 1 往岩内方向 （殿前）                |                                      |
| 地下三层 | 岛式站台，列车运行方向左侧的车门开启 |                                      |                                      |
| 地下三层 | 1 往镇海路方向 （塘边）              |                                      |                                      |

### 出入口
火炬园站目前开放7个出入口。
| 编号      | 无障碍设施 | 出口指示 | 建议前往的目的地                         | 照片 |
| --------- | ---------- | -------- | ---------------------------------------- | ---- |
| 1         | 升降机标志 |          | 石头皮山、塘边东路、明园花园、富豪花园   |      |
| 2         |            |          | 厦门科宏眼科医院、火炬二路、大唐商务中心 |      |
| 3         |            |          | 马垅社、马垅榕树公园、悦华路             |      |
| 4         |            |          | 嘉禾·新天地、光厦楼、华联电子大厦        |      |
| 5         |            |          | 嘉禾·新天地、光业楼、新丰三路、火炬公园  |      |
| 6A        |            |          | 福建省厦门第三中学、火炬三路             |      |
| 6B        |            |          | 福建省厦门第三中学、火炬三路             |      |
| 註： 設有 |            |          |                                          |      |

## 历史
- 2012年5月11日，《厦门市城市轨道交通近期建设规划（2011~2020年）》获中华人民共和国家发展和改革委员会批准。根据该规划，火炬园站被规划为厦门地铁1号线和厦门地铁3号线的一座换乘车站。[3]
- 2013年12月，火炬园站主体工程进行围挡施工。[4]
- 2016年4月17日，火炬园站1号线部分主体结构封顶。
- 2017年12月31日，火炬园站1号线部分启用。
- 2018年12月5日，火炬园站2出入口开放。
- 2021年6月25日，火炬园站3号线部分启用，6A、6B出入口开放。
- 2023年6月5日，火炬园站4、5出入口开放。